# Cairo Copta

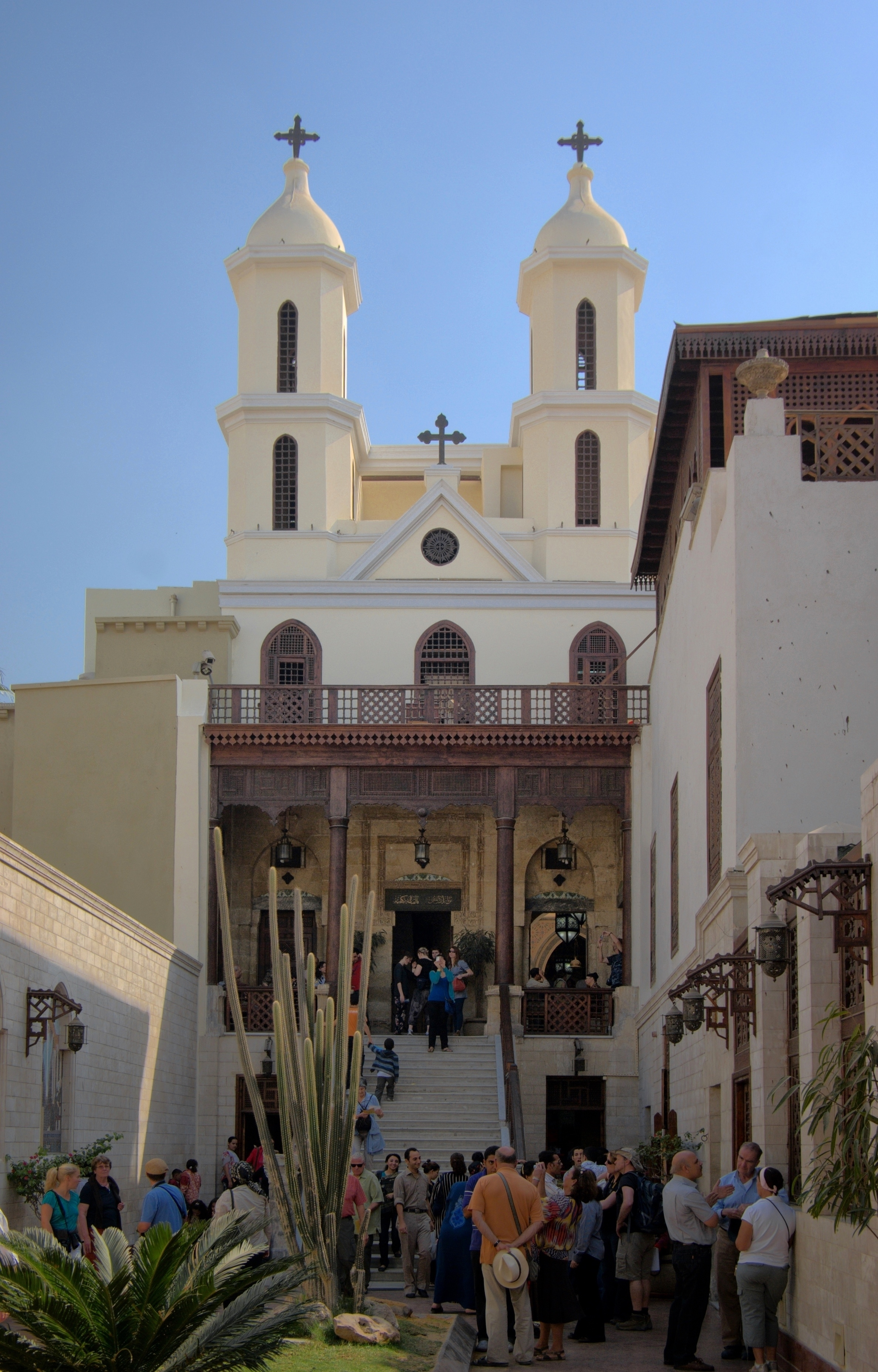
A Igreja Suspensa é uma das mais famosas Igrejas Ortodoxa Copta do Cairo, e a primeira construída no século III ou IV

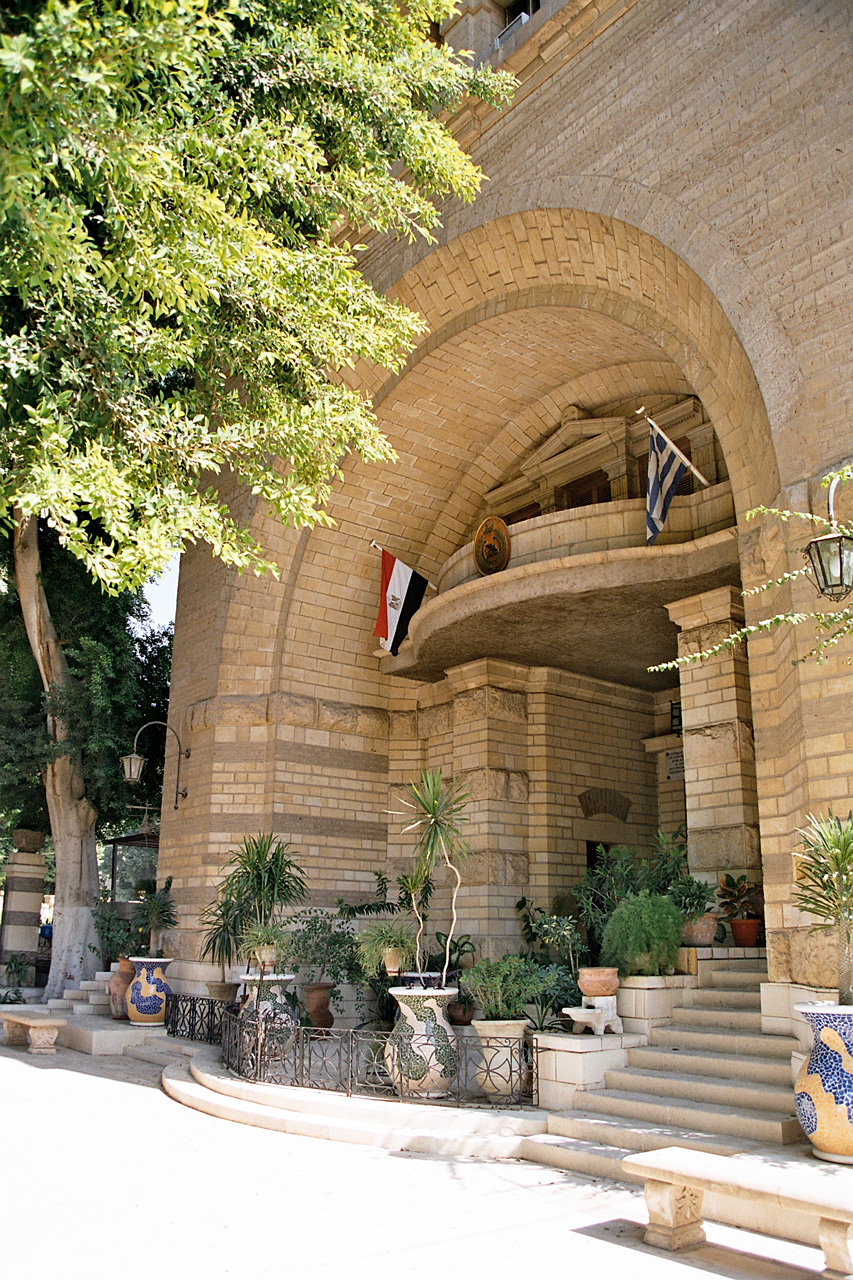
Convento de São Jorge

Cairo Copta é uma parte do Velho Cairo que engloba a Fortaleza de Babilónia, o Museu Copta, a Igreja Suspensa, a Igreja de São Jorge e muitas outras igrejas coptas assim como sítios históricos. Acredita-se que a Sagrada Família visitou esta área, estabelecendo-se no local da Igreja dos Santos Sérgio e Baco (Abu Sergis). O Cairo Copta foi uma fortaleza do cristianismo no Egito até a época islâmica, apesar da grande maioria das igrejas em Cairo Copta terem sido construídas após a conquista muçulmana do Egito.

## História
Existem evidências de ocupação desta área que remontam ao século VI quando os persas construíram um forte no Nilo, a norte da cidade de Mênfis. Os persas haviam construído um canal (em Fostate), do Rio Nilo até ao Mar Vermelho. O povoamento persa foi denominado de Babilónia, uma reminiscência da antiga cidade ao longo do rio Eufrates, ganhando importância cultural e económica, enquanto que a cidade vizinha de Mênfis decresceu, tal como Heliópolis. Durante o Período Ptolomaico, Babilónia e o seu povo foram praticamente esquecidos.
É tradicionalmente aceite que a Sagrada Família visitou outrora essa área durante a Fuga para o Egito, em busca de refúgio de Herodes, o Grande. Além disso, consta-se que o cristianismo começou a desenvolver-se no Egito, quando São Marcos chegou a Alexandria, tornando-se o primeiro patriarca, apesar da religião permanecer clandestina durante o domínio dos romanos. À medida que a população local se começa a organizar no sentido de uma revolta, os romanos, reconhecendo a importância estratégica da região, assumiram a fortaleza e posicionaram-se nas proximidades, da qual nasceu a Fortaleza de Babilónia. Trajano reabriu o canal até ao Mar Vermelho, contribuindo para o aumento do comércio, porém o Egito permaneceu retrogrado, tanto quanto os romanos receavam.
Sob o poder romano, São Marcos e seus sucessores foram capazes de  converter uma parte substancial da população ao cristianismo, a partir das crenças pagãs. À medida que as comunidades cristãs cresceram, estas foram submetidas a sucessivas perseguições por parte dos romanos, sob ordem do imperador Diocleciano, por volta de 300. As perseguições vigoraram até ao Édito de Milão (313) que declarou tolerância religiosa. Mais tarde, a Igreja Copta separa-se da igreja dos romanos e bizantinos. Sob o governo de Arcádio (395-408), várias igrejas foram construídas no Velho Cairo. Os coptas não receberam tolerância até à conquista árabe em 641. Nos primeiros anos de domínio árabe, os coptas foram autorizados a construir várias igrejas dentro da área da antiga fortaleza do Velho Cairo.
A Sinagoga Ben Ezra foi criada em Cairo Copta em 1115, naquilo que foi anteriormente uma igreja copta, construída no século VIII. Os coptas viram-se forçados a vendê-la, com o propósito de levantar fundos para pagar os impostos a Amade ibne Tulune.
No século XI, o Cairo Copta acolheu a sede da Igreja Ortodoxa Copta, que é baseada em Alexandria. Como os poderes dominantes transferidos de Alexandria para o Cairo após a invasão árabe do Egito durante o mandato do papa Cristódulo, Cairo tornou-se a residência fixa e oficial do papa Copta na Igreja Suspensa em Cairo Copta, 1047.
O Museu Copta foi fundado em 1910, e abriga os exemplos mais importantes do mundo da arte copta.
A Babilónia pré-islâmica é, até hoje, uma área predominantemente cristã, que hospeda várias igrejas de grande importância histórica.